# 秋山直紀
秋山 直紀（あきやま なおき、1949年 - ）は日本の防衛産業関連人物。

## 人物
立正大学在籍時に政治評論家の戸川猪佐武の事務所に出入りするようになる。1973年に立正大学経営学部を卒業。米国ユダヤ財界人と知り合い、“ユダヤ系米国人が経営する会社の日本総支配人”という肩書きを得て、戸川を介して日商岩井副社長の海部八郎等と知り合う。1983年に戸川が死亡した後は元防衛庁長官の金丸信の後ろ盾であった女性の個人秘書をする。
様々な人物と知り合う形で日米の防衛に連なる政財官界の人脈を築いていき、1990年に日米文化振興会理事に就任、2002年に日米文化振興会専務理事に就任した。2006年に日米文化振興会を改称した社団法人日米平和・文化交流協会専務理事に就任。
2007年に守屋武昌防衛事務次官の逮捕に発展した山田洋行事件において、日米防衛人脈のフィクサーとして注目された。2008年1月8日に山田洋行事件に絡んで参議院外務防衛委員会に参考人招致された。同年2月、民事訴訟において破産宣告申し立てが認められて破産手続きが開始された事に伴いメディア等に於いて協会専務理事を辞任（破産し復権していない者は法人理事を務める事は出来ない）したと報じられたが、これは報道の誤りで辞任はしていない。同年7月に山田洋行からの防衛コンサルタント料に絡む所得税脱税で逮捕された。起訴後に同年12月22日に保釈金1000万円で保釈された。
米国企業アドバック・インターナショナルを迂回した資金の流れについて、社会新報の田中稔が先行報道した。同記者が執筆した一連の防衛疑惑記事が、東京地検特捜部による捜査に火を付けた格好となった。
しかし、元々は2005年9月発売の世界的に有名な米国大手雑誌フォーブス（Forbes)に日米の防衛問題全般のキーマンとして大きく取り上げられたことが世間から注目されることとなったものである。しかしながら不思議なことに、同年9月発売の日本版フォーブスには掲載されてないことがより各国のマスコミや軍事専門家筋より注目されることとなった。
2010年1月20日に検察は「被告は防衛庁や国土交通省が発注する遺棄化学兵器処理事業の受注業者選定に影響を及ぼすことができる地位を利用した」として、懲役3年罰金3000万円を求刑。一方、秋山は公判では有印私文書偽造・同行使罪や電磁的公正証書原本不実記録・同併用罪を認めたが、脱税については「米国法人に実態があり、法人税として納付している」として否認して所得税法違反の無罪を主張した。3月29日、東京地裁は所得税法違反を含めた全ての罪を認定し、懲役3年執行猶予5年罰金2700万円の有罪判決を言い渡した。2011年10月11日、最高裁で有罪確定。
2014年、久間章生がトップを務める国際平和戦略研究所及び安全保障議員協議会の事務方を一手に担うポジションに就任している。

## 刑事訴追
所得税法違反
2003年から2006年にかけて、日米平和・文化交流協会が調査業務を受注した遺棄化学兵器処理事業を巡って3社の防衛関連企業（山田洋行、神戸製鋼、日立製作所）の技術を高く評価する報告書などを発注元の防衛庁や国土交通省に提出し、その見返りに3社の防衛関連企業からコンサルタント料などの名目で実態のない秋山関連の米国法人「アドバック・インターナショナル」（コンサルタント業務・防音壁メーカー）に送金された計約3億1400万円を法人所得扱いとして個人所得を隠し、9900万円の所得税を脱税した事件。
有印私文書偽造・同行使罪
強制執行を妨害したとして損害賠償を求められた民事訴訟に絡んで、2004年10月に関係者が米国の公証人の前で宣誓供述をしたとする偽造文書を東京地裁に提出した容疑。
電磁的公正証書原本不実記録・同併用罪
2006年12月に顧問を務める「アドバック・インターナショナル」名義のマンションを別の米国法人への売却偽装を目的とした宣誓供述書を法務局に提出して虚偽の不動産登記をした容疑。

## 著書
- 「防衛疑獄」（講談社）
- 「新仮想敵国」（ピープル社）